# Little Italy (Manhattan)
La Pequeña Italia o en inglés Little Italy es un barrio estadounidense ubicado en Manhattan, Nueva York, llamado así por haber estado poblada en sus orígenes por una gran cantidad de inmigrantes italianos. Limita al oeste con Tribeca y Soho, al sur con Chinatown, al este con el Bowery y el Lower East Side, y al norte con Nolita.
Antiguamente el barrio incluía las calles Elizabeth, Mott y Mulberry al norte de la calle Canal, así como el área circundante. A medida que los italo-americanos dejaron Manhattan por otras comunas y por los suburbios a mediados del siglo XX, el vecindario reconocible como “Little Italy” (pequeña Italia) gradualmente fue menguando, y grandes partes del barrio fueron absorbidas por Chinatown. La parte norte de la Pequeña Italia, cerca a la calle Houston, también dejó de ser reconocible como italiano, y finalmente pasó a ser el barrio conocido como NoLIta, una abreviación de “North of Little Italy”.
Actualmente la única zona que aún se puede reconocer como "La Pequeña Italia" es la sección de la calle Mulberry entre Broome y Canal, que se encuentra llena de restaurantes italianos cuyos clientes son, en su mayoría, turistas.
La "Fiesta de San Genaro" es muy típica de la Pequeña Italia. Se lleva a cabo cada mes de septiembre a lo largo de la calle Mulberry entre las calles Houston y Canal y dura once días.

## Historia
Little Italy en Mulberry Street solía extenderse por el sur hasta Worth Street, por el norte hasta Houston Street, hacia el oeste hasta Lafayette Street, y hacia el este hasta el Bowery.[cita requerida] Hoy sólo ocupa tres cuadras de Mulberry Street. Little Italy se originó en Mulberry Bend, la curva que forma esa calle en su segunda cuadra frente al Columbus Park. Jacob Riis describió Mulberry Bend como "el corazón sucio de los barrios bajos de Nueva York"." Durante ese periodo, "inmigrantes de fines del siglo XIX usualmente se establecían en vecindarios étnicos". Luego, la "inmigración masiva desde Italia durante los años 1880" llevó al gran establecimiento de inmigrantes italianos en el bajo Manhattan. Los resultados de tal migración crearon un "influjo de inmigrantes italianos" que "llevó al agrupamiento comercial de sus hogares y negocios".
Bill Tonelli de la revista New York dijo: "Alguna vez, Little Italy fue como un pueblo insular napolitano recreado en estas orillas, con su propio idioma, costumbres e instituciones financieras y culturales". Little Italy no fue el mayor vecindario italiano en Nueva York, ya que East Harlem (o Harlem italiano) tenía una población italiana más grande. Tonelli dijo que Little Italy "fue quizás el vecindario italiano más pobre de la ciudad".
En 1910, Little Italy tenía casi 10 000 italianos; ese fue el pico de la población de la comunidad italiana. A inicios del siglo XX, casi 90 % de los residentes del cuartel décimo cuarto habían nacido en Italia. Tonelli dijo que eso significaba que "aquellos residentes empezaron a mudarse a otros lugares con mas espacio casi tan pronto como llegaron." Tal comunidad en crecimiento impactó el "movimiento trabajador de los Estados Unidos en el siglo XX" al formar gran parte de la población trabajadora de la industria de la moda.".
Luego de la Segunda Guerra Mundial, muchos residentes del Lower East Side empezaron a mudarse a Brooklyn, Staten Island, la parte este de Long Island, y Nueva Jersey. Los inmigrantes chinos empezaron a tener una mayor presencia luego de que la Ley de Inmigración y Nacionalidad de 1965 quitó muchas restricciones a la inmigración y el Barrio Chino ubicado al sur de Little Italy se expandiera. En 2004, Tonelli dijo: "puedes retroceder 30 años y encontrar artículos de periódicos cronicando la expansión de Chinatown y lamentando la pérdida de Little Italy".
Antes del 2004, varios negocios de alto nivel entraron a la parte norte del área entre las calles Houston y Kenmare. Tonelli dijo que "los precios inmobiliarios aumentaron, haciendo aún más dificil que los antiguos residentes y comerciantes pudieran mantenerse". Luego de ataques del 11 de septiembre en el 2001, las áreas al sur de la calle Houston fueron cerradas por todo el otoño de ese año. La Fiesta de San Genaro, programada para el 13 de septiembre fue pospuesta. Los negocios del Distrito Financiero cayeron severamente debido al cierre de Park Row, que conectaba Chinatown y el Civic Center; como resultado, los residentes en Little Italy y Chinatown sufrieron. Tonelli dijo que luego de los eventos del 11 de septiembre, "extrañamente terminaron motivando todos estos nuevos esfuerzos para salvar lo que quedaba de esos dos barrios".
En 2004 Tonelli dijo "Hoy, Little Italy es un área de restaurantes y cafes que atienden a turistas, cubriendo un denso vecindario de conventillos compartidos por inmigrantes chinos recién llegados, jóvenes estadounidenses que no pueden pagarse el Soho, y unos pocos italianos verdaderos que quedan". Este sentimiento también ha sido apoyado por el sitio web de cultura y herencia italiana ItalianAware. El sitio ha señalado que el dominio de italianos en el área fue "relativamente corta." Atribuye esto a la rápida prosperidad financiera que lograron muchos italianos, lo que les permitió dejar el barrio por áreas en Brooklyn y Queens. El sitio también señala que el área es actualmente denominada como Little Italy mas por nostalgia que como reflejo de su verdadera población étnica.
En 2010, Little Italy and Chinatown fueron enlistadas como un solo distrito histórico en el Registro Nacional de Lugares Históricos. Little Italy, parar ese momento, estaba desapareciendo rápidamente.

## Cambios demográficos

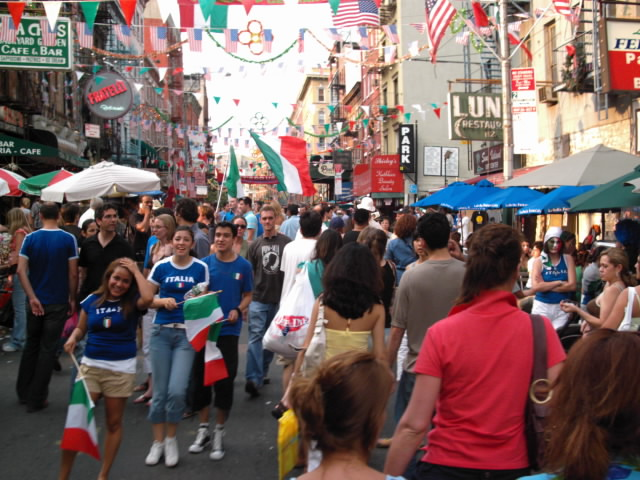
Personas en Little Italy celebrando, una hora luego de que la selección italiana ganara el Mundial 2006.

The New York Times envió sus reporteros para caracterizar el barrio Little Italy/Mulberry en mayo de 1896:

Son trabajadores, trabajadores en todos los grados de trabajo manual; ellos son chatarreros, y aquí, también, habitan los ropavejeros. ... Hay una monstruosa colonia de italianos que podrían ser llamados la comunidad latina comerciante o encargada de tienda. Aquí hay todas clases de tiendas, pensiones, tiendas de abarrotes, fruterías, sastres, zapateros, vendedores de vino, importadores, fabricantes de instrumentos musicales. ... Hay notarios, abogados, doctores, boticarios, funebreros. ... Hay mas banqueros entre los italianos que entre cualesquiera otros extranjeros en la ciudad con excepción de los alemanes.

Desde finales de los años 1960, cuando los Estados Unidos permitió la inmigración de China, el límite tradicional de Chinatown en la calle Canal ha avanzado al norte hacia Little Italy. Para los años 1990, mientras muchos negocios italianos se mantuvieron, las cuadras entre las calles Canal y Kenmare fueron adquiriendo una sensación de pertenecer a Chinatown, a pesar de que los locales continúan refiriéndose al área (incluyendo a Nolita) como Little Italy.
En el censo de los Estados Unidos de 2000, 1211 residentes que afirmaron tener ancestros italianos vivían en las tres zonas censales que formaban Little Italy. Aquellos residentes representaban el 8,25 % de la población en la comunidad, que es similar a la proporción de aquellas personas de ascendencia italiana en toda la ciudad de Nueva York. Bill Tonelli de la revista New York comparó Little Italy con el barrio chino de Manhattan; en 2000, de los residentes de las partes de Chinatown al sur de Grand Street, 81 % tenían orígenes chinos.
En 2004, Tonelli volvió a tocar el tema diciendo "Little Italy podría permanecer como siempre como un parque temático de la inmigración europea al Lower East Side en los siglos XIX y XX ... pero tendrías que estar mucho tiempo en el vecindario antes de escuchar a alguien hablar italiano, y posiblemente esa persona sea un turista de Milán." Tonelli añadió, "Tienes que contemplar detenidamente para encontrar a los vecinos en este vecindario, porque ellos están abrumados y superados en número por los turistas. Pero, una vez que te concentras, los puedes ver parados (o sentados) en los intersticios, participando de la escena, como el grupo de hombres, mayormente ciudadanos de avanzada edad, holgazaneando felices debajo de un toldo en Mulberry Street".
Para el 2010, la U.S. Community Survey encontró que ninguna de las personas que vivían en Little Italy habían nacido en Italia, y que sólo el 5 % de residentes se identificaba como italoestadounidense.

## Atracciones culturales

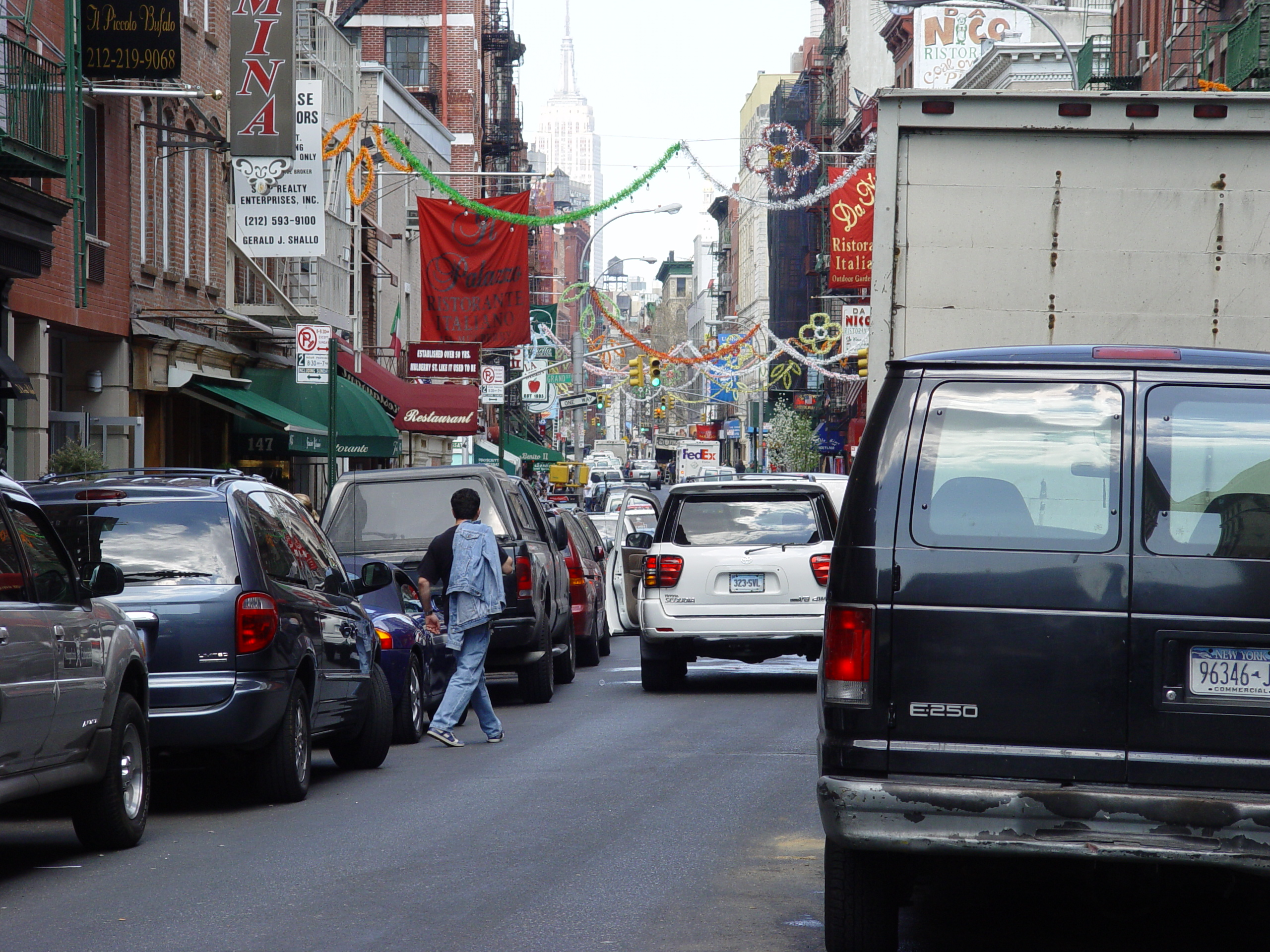
Mulberry Street en Little Italy

En Little Italy había docenas de restaurantes que servían auténtica cocina italiana, pero entre marzo del 2013 y marzo del 2014, ocho locales cerraron.
Desde 2004, Sorrento Lactalis financia eventos culturales vecinales en Little Italy.
La fiesta de San Genaro originalmente fue alguna vez una conmemoración religiosa de un día entero. Empezó en septiembre de 1926 con la llegada de inmigrantes de Nápoles. Los inmigrantes italianos se congregaron alrededor de la calle Mulberry para celebrar a San Genaro como el santo patrono de Nápoles. La fiesta de San Genaro es una gran feria callejera que dura 11 días y se celebra cada septiembre a lo largo de Mulberry Street entre las calles Houston y Canal.
El festival es una celebración anual de la cultura italiana y la comunidad italoestadounidense. En 1995 Mort Berkowitz se convirtió en el mánager profesional de un grupo comunal que se había formado para organizar la fiesta. Desde entonces, Berkowitz se involucró en otras actividades recreativas en Little Italy, incluyendo el Carnevale de verano, Columbus Day, y Navidad.
Richard Alba, un sociólogo y profesor en la Universidad de Albany, dijo: "La parte fascinante acá es la forma en que el turismo étnico —no sólo de italoestadounidenses sino de personas que quieren ver una auténtica villa urbana— mantienen estos vecindarios funcionando".

## Galería

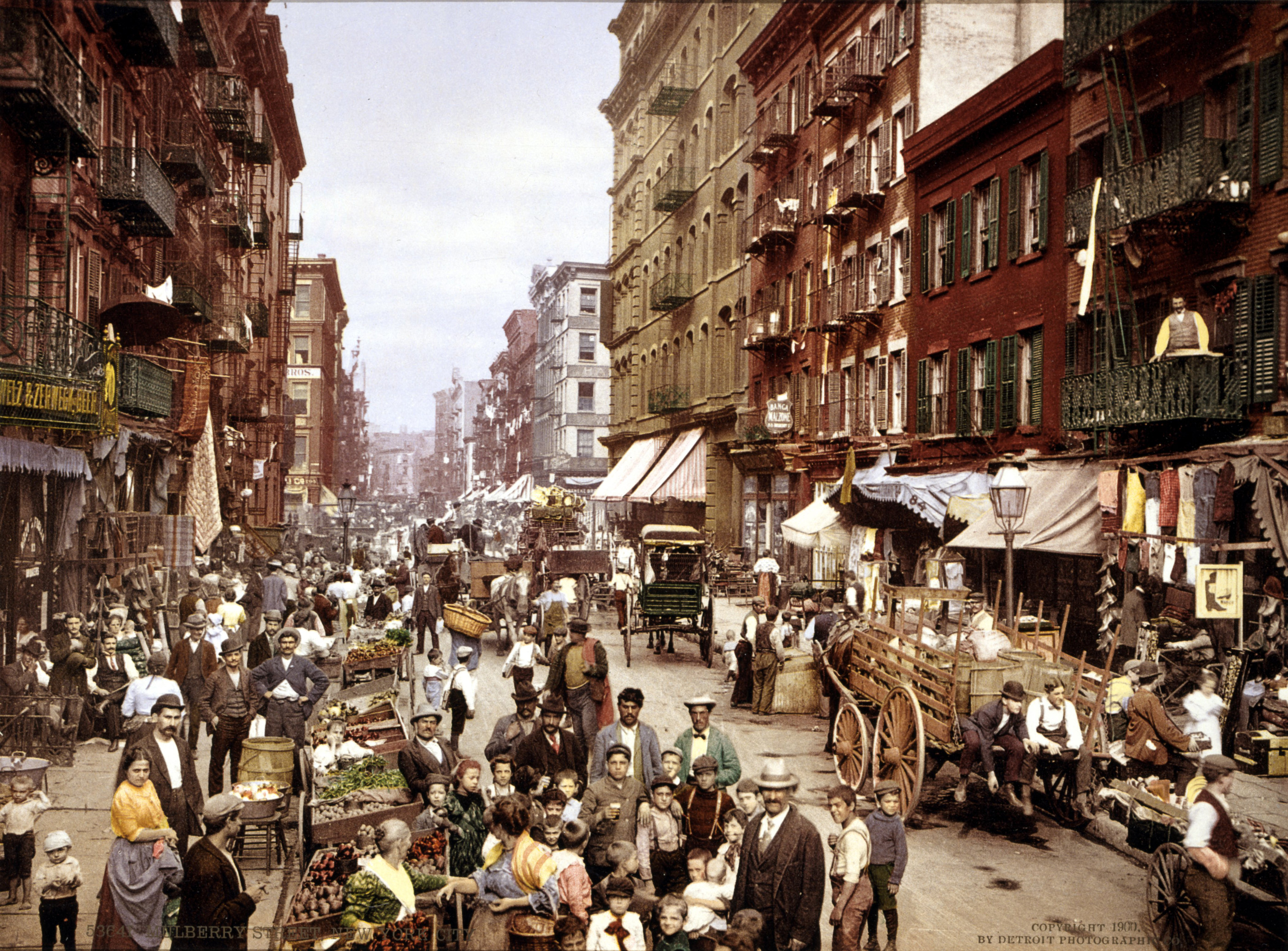
Mulberry Street en 1900
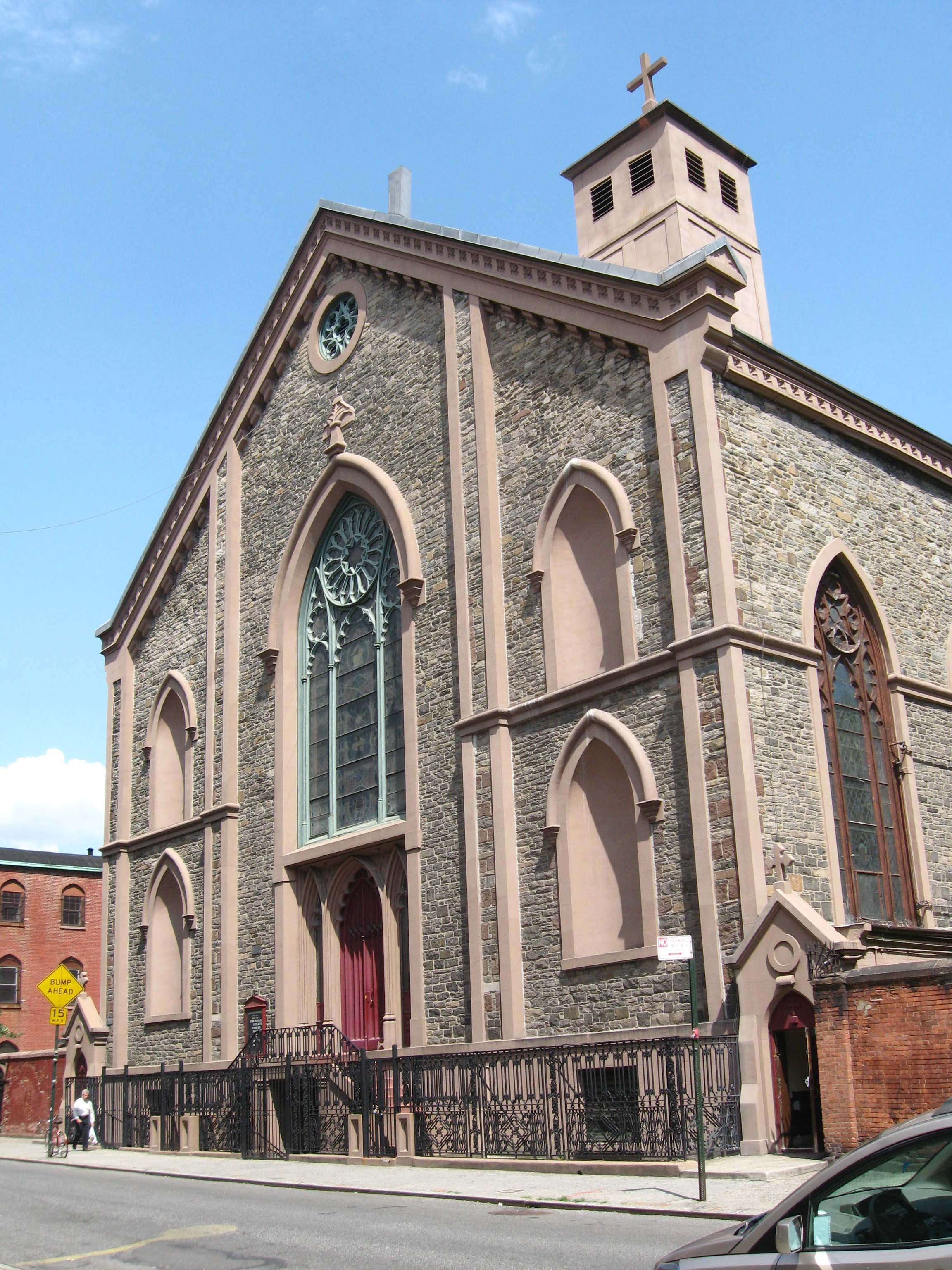
La Antigua catedral de San Patricio
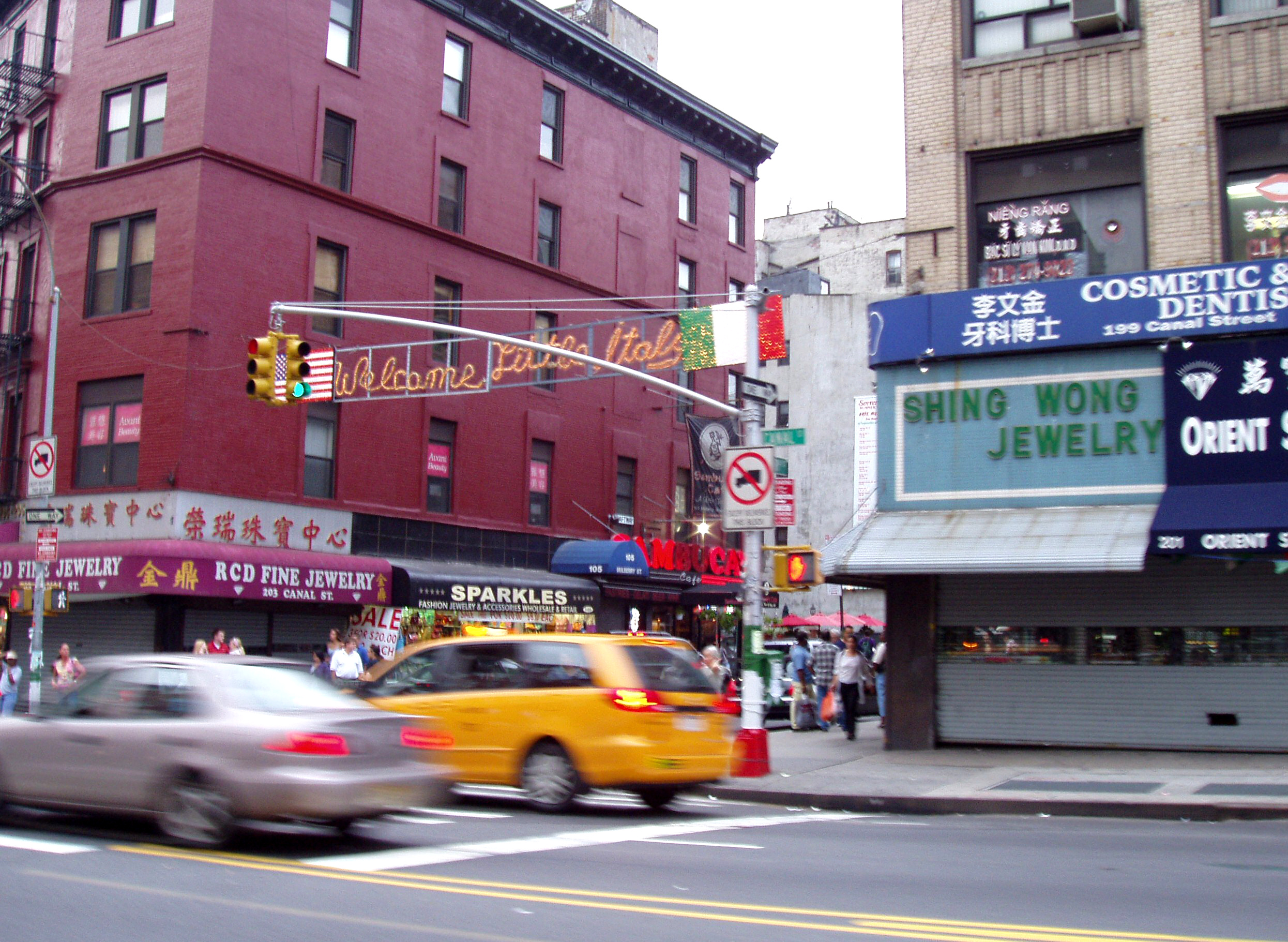
Canal Street y Mulberry Street, donde Chinatown y Little Italy se encuentran.
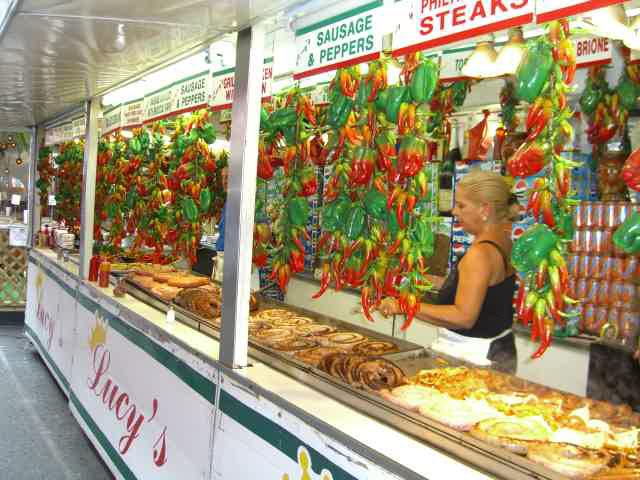
Vendedores de la calle vendiendo sándwiches de cheesesteak y cosas similares.
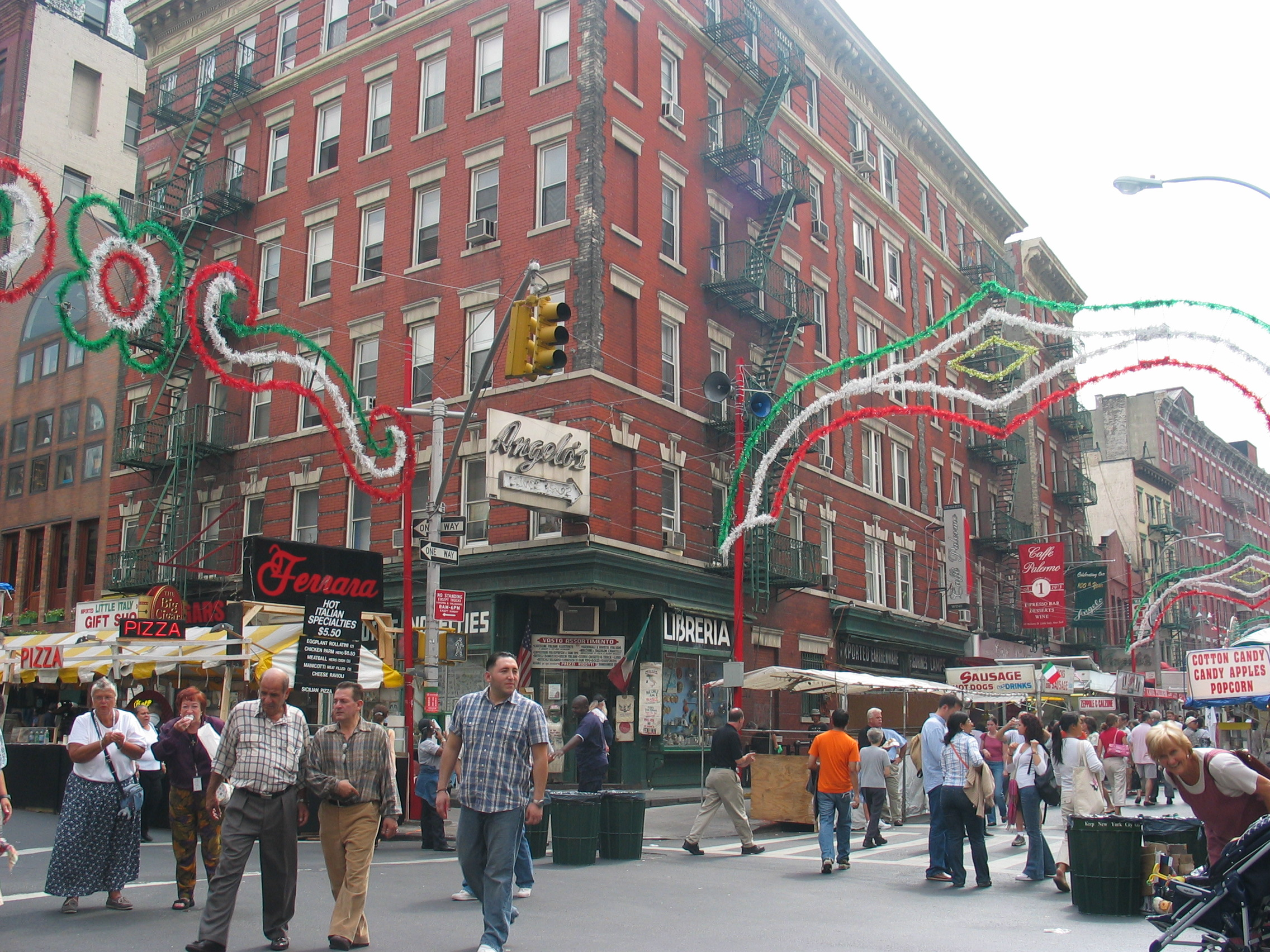
La Pequeña Italia engalanada durante las fiestas de San Genaro